# Zahra Eshraghi
Zahra Eshraghi Khomeini (Perse : زهرا اشراقی) (née en 1964) est une activiste et féministe iranienne, ancienne membre du gouvernement.

## Biographie
Zahra Eshraghi naît en 1964. Elle est la petite fille de l'Ayatollah Khomeini. Elle est diplômée en philosophie. En 1983, elle épouse Mohammad-Reza Khatami, ancien président du Front de participation à l'Iran islamique, le principal parti réformateur iranien, et le jeune frère de l'ancien président Mohammad Khatami. Ils ont deux enfants, une fille, Fatemeh et un garçon, Ali.

## Activisme
Cheffe de file du mouvement réformiste iranien, elle souhaite mettre fin au port obligatoire du foulard, limiter le pouvoir des mollahs et obtenir le droit pour les femmes de se présenter aux élections présidentielles. Elle est opposée à la police des mœurs qui veille notamment au respect des codes vestimentaires islamiques dans le pays. En 2004, comme plus de deux mille autres candidats réformistes, elle n'est pas autorisée à se présenter aux élections législatives. Elle aurait signé la pétition One Million Signatures, un projet lancé en 2006 pour modifier les lois discriminatoires à l'égard des femmes. Aux présidentielles de 2009, elle soutient le candidat réformateur Hossein Mousavi.